# شاتسول
شاتسول (به انگلیسی: Shotteswell) یک روستا و محله مدنی در بریتانیا است که در Stratford-on-Avon واقع شده‌است. شاتسول ۲۲۱ نفر جمعیت دارد.